# Jayson Shaw
Jayson Shaw (* 13. September 1988) ist ein schottischer Poolbillardspieler. Er wurde 2010 Weltmeister in der Disziplin Blackball.

## Karriere

### Einzel
2006 erreichte Shaw bei den IPT World Open den 46. Platz. Bei den US Open kam er auf den 33. Platz. Bei der EM 2008 belegte er im 9-Ball den 33. Platz und im 8-Ball den 65. Platz.
Im gleichen Jahr gelang es ihm auf der Euro-Tour erstmals in die Finalrunde einzuziehen. Er unterlag jedoch bei den Netherlands Open und den Costa del Sol Open im Sechzehntelfinale gegen Šandor Tot beziehungsweise Ralf Souquet jeweils mit 6:9.
2009 erreichte Shaw bei den Austrian Open das Viertelfinale, das er aber gegen den Deutschen Jakob Belka verlor. Beim World Pool Masters 2010 schied er im Achtelfinale gegen den Philippiner Roberto Gomez aus. Bei den US Open kam er auf den 17. Platz. Bei der Great Britain 9-Ball Tour (GB9) erreichte er 2010 einmal das Finale, in dem er dem Engländer Imran Majid unterlag, und wurde jeweils zweimal Dritter beziehungsweise Fünfter. Zudem wurde er 2010 Blackball-Weltmeister.
Nachdem Shaw 2011 bei den French Open noch im Achtelfinale gegen den späteren Finalisten Nick van den Berg mit 8:9 ausgeschieden war, gelang es ihm bei den Italy Open durch Siege gegen Thomas Mehtala, Konstantin Stepanow und Chris Melling erstmals ins Finale eines Euro-Tour-Turniers einzuziehen. Dieses verlor er jedoch gegen Deutschen Ralf Souquet mit 6:9. Bei den Austria Open schied er bereits im Sechzehntelfinale gegen Daryl Peach aus. Bei den German Open erreichte er anschließend das Viertelfinale, das er jedoch gegen Manuel Ederer verlor. bei den Hungary Open schied er erst im Halbfinale gegen Souquet aus. Bei den US Open 2011 erreichte er den 25. Platz. Zudem gewann er 2011 erstmals ein Turnier der Great Britain 9-Ball Tour und belegte einmal den dritten Platz.
Bei den Italy Open 2012 zog Shaw ins Viertelfinale ein, verlor dieses aber gegen den späteren Finalisten David Alcaide mit 4:8. Bei den Austria Open schied er im Sechzehntelfinale gegen den Norweger Kristoffer Mindrebøe aus. Nachdem er bei der 9-Ball-WM 2012 den 33. Platz belegt hatte, erreichte er bei den German Open 2012 das Viertelfinale, in dem er gegen den späteren Turniersieger Daryl Peach mit 6:8 verlor. Bei den US Open kam Shaw 2012 auf den neunten Platz. Zudem gewann er zweimal auf der Great Britain 9-Ball Tour, einmal wurde er Dritter.
2013 belegte Shaw beim Derby City Classic den fünften Platz im 14/1 endlos und den 48. Platz im 9-Ball. Bei der Ultimate 10-Ball Championship kam er auf den 25. Platz.
Bei den US Open im 10-Ball erreichte er 2013 den neunten Platz, bei den US Open im 8-Ball den vierten Platz und bei den 9-Ball-US Open den dritten Platz. Beim World 14.1 Tournament 2013 erreichte er das Viertelfinale, das er gegen den späteren Sieger Thorsten Hohmann mit 24:200 verlor.
Beim Derby City Classic 2014 wurde Shaw Fünfter im 14/1 sowie im 10-Ball und Siebter im Bank Pool.
Bei der 9-Ball-WM 2014 schied er in der Runde der letzten 64 gegen den Südkoreaner Jeong Young-hwa mit 9:11 aus. Beim World 14.1 Tournament erreichte er das Achtelfinale und verlor dieses mit 114:200 gegen den Deutschen André Lackner. Einen Monat später gewann Shaw das Turning Stone Casino Classic 2014.
Im Januar 2015 gelang es ihm im Finale gegen John Morra, den Titel beim Turning Stone Casino Classic erfolgreich zu verteidigen. Beim Derby City Classic 2015 erreichte er den zweiten Platz der Straight Pool Challenge. Im Juli 2015 erreichte er das Achtelfinale des World 14. Tournament und unterlag dort dem Deutschen Joshua Filler. Im August 2015 wurde er zum zweiten Mal zum World Pool Masters eingeladen, bei dem er im Achtelfinale gegen Waleed Majid ausschied. Wenige Tage später gewann er im Finale gegen Mike Dechaine erneut das Turning Stone Casino Classic. Bei den US Open 2015 wurde er Fünfter.
Im Januar 2016 belegte Shaw beim Turning Stone Casino Classic den fünften Platz. Beim Derby City Classic 2016 gewann er im Finale gegen Shane van Boening die Bigfoot 10-Ball-Challenge. Beim Bank-Pool-Wettbewerb verlor er das Finale gegen John Brumback. Im Februar 2016 gewann er bei den Italian Open seine dritte Euro-Tour-Medaille, nachdem er im Halbfinale mit 8:9 gegen Mieszko Fortuński, den späteren Sieger des Turniers, ausgeschieden war. Auch bei den North Cyprus Open 2016 schied er im Halbfinale gegen den späteren Turniersieger aus, gegen den Österreicher Mario He. Im August 2016 erreichte er erstmals das Viertelfinale der 9-Ball-Weltmeisterschaft, musste sich aber dem späteren Weltmeister Albin Ouschan mit 7:11 geschlagen geben. Wenige Wochen später gewann er durch einen 13:5-Finalsieg gegen Karen Corr das 26. Turning Stone Casino Classic. Beim World 14.1 Tournament 2016 schied er im Halbfinale gegen Earl Strickland aus. Wenige Tage später gewann er im Finale gegen Shane van Boening die International Challenge of Champions. Im Oktober 2016 erreichte er bei den US Open den dritten Platz. Wenige Tage später gewann er, erneut durch einen Finalsieg gegen van Boening, das Steinway Classic. Im November 2016 zog er bei der ersten Ausgabe der Kuwait Open ins Finale ein und besiegte den Taiwaner Chang Jung-Lin, gegen den er bei den US Open ausgeschieden war, mit 13:10.
Im Januar 2017 gewann Shaw im Finale gegen Rodney Morris das 27. Turning Stone Classic. Wenige Tage später erreichte er bei der Molinari Players Championship, dem ersten Turnier der World Pool Series, das Achtelfinale, das er mit 11:15 gegen Johann Chua verlor. Beim Derby City Classic 2017 gewann er durch einen 11:7-Finalsieg gegen Alexander Kazakis erneut die Bigfoot 10-Ball-Challenge. Darüber hinaus erreichte er den dritten Platz bei der Straight Pool Challenge und den 17. Platz beim 9-Ball-Wettbewerb. Im Februar 2017 nahm er zum dritten Mal am World Pool Masters teil und kam dort erstmals über das Achtelfinale hinaus. Nach Siegen gegen Wojciech Szewczyk, Alex Pagulayan und Chang Jung-Lin zog er schließlich ins Finale ein, in dem er dem Spanier David Alcaide mit 7:8 unterlag.

### Mannschaft
Beim World Cup of Pool 2013 bildete Shaw gemeinsam mit Jonni Fulcher das schottische Team, das in der ersten Runde gegen die Niederländer Niels Feijen und Nick van den Berg verlor.
2016 war Shaw als erster Schotte Teil der europäischen Mannschaft beim Mosconi Cup. Beim 11:3-Sieg der Europäer gegen die USA wurde er fünfmal eingesetzt und gewann drei Partien, darunter das entscheidende Match, in dem er Mike Dechaine mit 5:1 besiegte.

## Erfolge
| Blackball-Weltmeister:                | 2010                                                              |
| Turning Stone Casino Classic:         | XXII (2014), XXIII (2015), XXIV (2015), XXVI (2016), XXVII (2017) |
| DCC – Bigfoot 10-Ball:                | 2016, 2017                                                        |
| International Challenge of Champions: | 2016                                                              |
| Steinway Classic:                     | 2016                                                              |
| Kuwait Open:                          | 2016                                                              |
| Mosconi Cup:                          | 2016                                                              |